# Agabus striolatus
Agabus striolatus là một loài bọ cánh cứng đặc hữu của châu Âu, nó chỉ được tìm thấy ở Áo, Belarus, Bỉ, Quần đảo Anh, Croatia, Cộng hòa Séc, Đan Mạch lục địa, Estonia, Phần Lan, Chính quốc Pháp, Đức, Hungary, Chính quốc Ý, Latvia, Litva, Ba Lan, Nga trừng phần phía Đông, Slovakia, Thụy Điển, Hà Lan và Ukraina.

## Hình ảnh

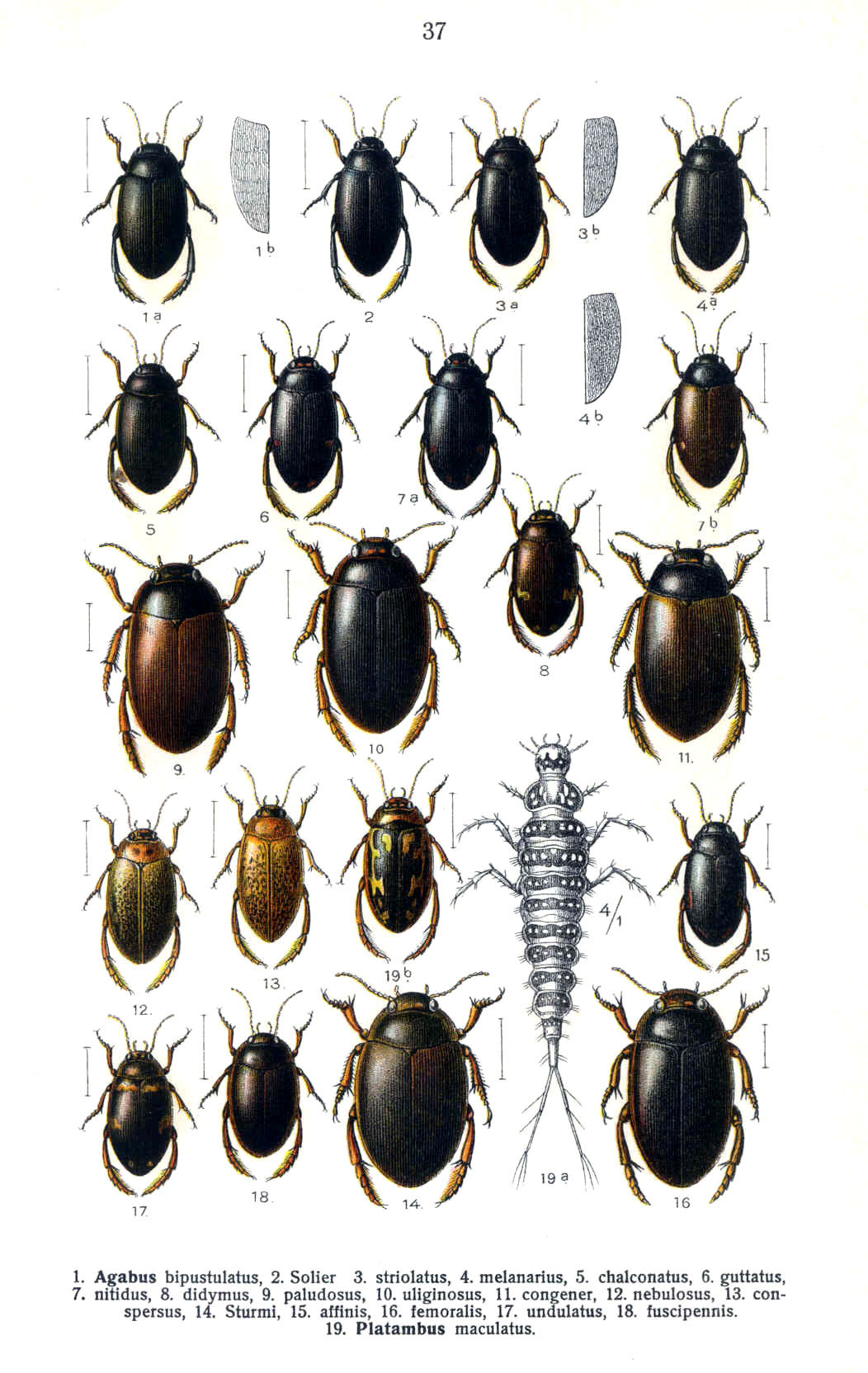
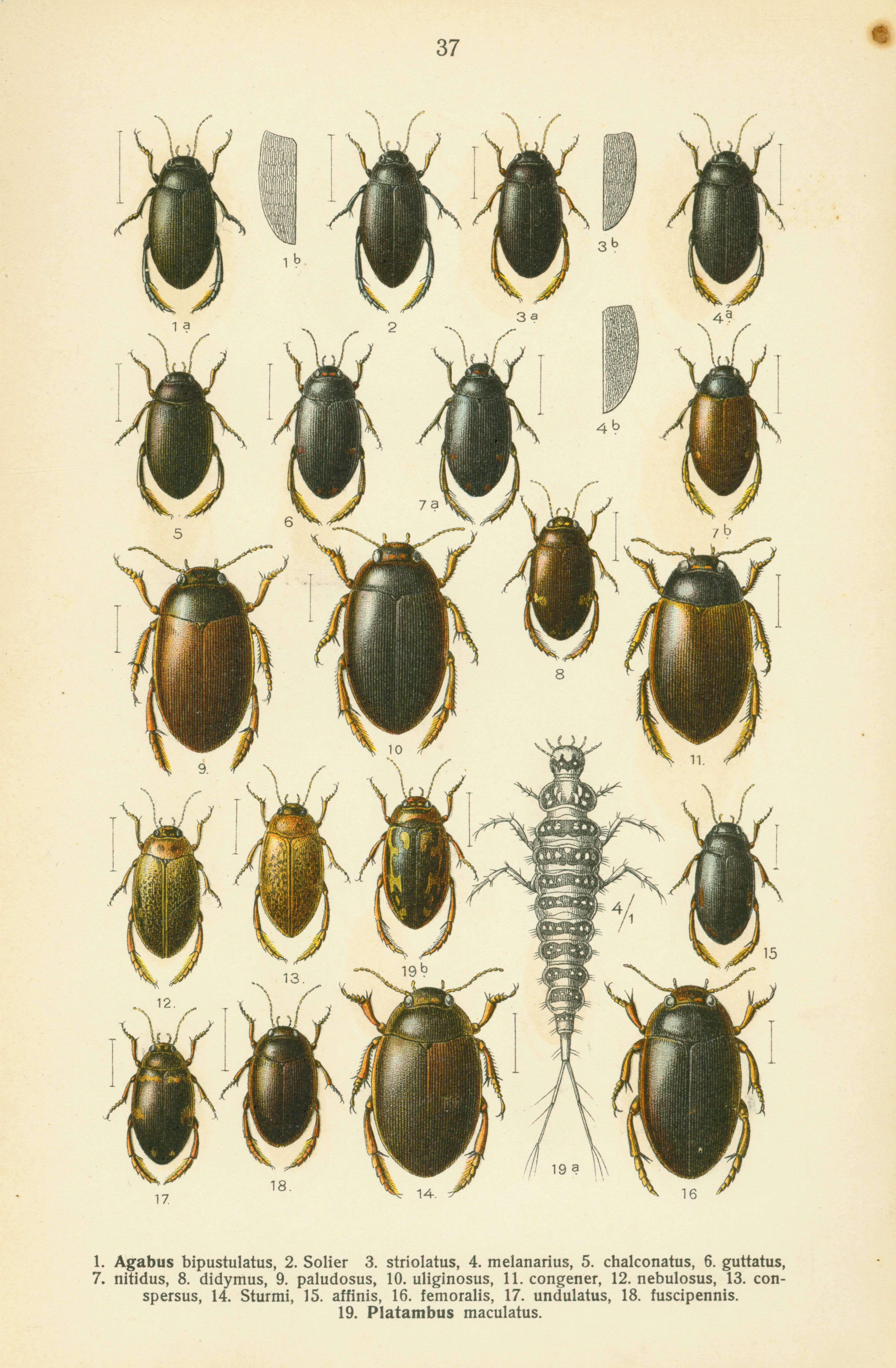